# 馬鞍山站 (香港)
馬鞍山站（英語：Ma On Shan Station）位於香港新界沙田區馬鞍山新港城中心與馬鞍山廣場之間的西沙路路段，屬於港鐵屯馬綫的鐵路車站，車站於2004年12月21日啟用。
- 車站外觀及高架橋（2021年4月）

## 車站構造

### 樓層
| P                 | 月台 | \| \| 1 \| 屯馬綫往屯門（恆安） \| \| \| \| 島式 · 開左邊车门 \| \| \| \| \| \| \| \| 屯馬綫往烏溪沙（終點站） \| 2 \| \| |   |  |
| C                 | 大堂 | 出入口、客務中心、商店、自助服務、會員服務站、洗手間                                                                      |   |  |
| G                 | 地面 | 停車場（非開放地區，只供送貨到車站之車輛使用）                                                                            |   |  |
|                   | 1    | 屯馬綫往屯門（恆安） |   |  |
| 島式 · 開左邊车门 |      | |   |  |
|                   |      | 屯馬綫往烏溪沙（終點站）                                                                                                  | 2 |  |

### 大堂
馬鞋山站大堂位於架空樓層（C層），而大堂內亦設有7間商店及自助服務設施以及3個供乘客免費取閱報章的刊物櫃等。另外，近B出入口的非付費區亦設有港鐵「數碼服務站」。

大堂全景圖（2017年11月）

- 大堂，付費區（2021年7月）

### 月台
馬鞍山站設有一座島式月台，所有月台均已裝設月台閘門。
- 車站月台（2021年7月）

### 出入口
馬鞍山站設有2個出入口，同時亦是所有出入口均為連接商場的港鐵站之一（另一個為太和站）。而在車站啟用初期，基於已有行人天橋連接新港城中心及馬鞍山廣場，故兩個出入口並互不相通。後來港鐵於2013年進行車站改善工程，除在大堂增建商店外，亦將靠近鞍源街一端的大堂改建為非付費區，以打通兩個出入口。
另外，按照新港城中心及馬鞍山廣場的地契要求，兩個商場均須設24小時通道往返地面及車站，故車站亦不會受到商場營業時間影響而關閉出入口。
|                     |            | |      |
| 編號                | 指示       | 建議前往的目的地 | 圖片 |
| 出口 · A · 1 · 同层 | 馬鞍山廣場 | 馬鞍山廣場、海栢花園、頌安邨、福安花園、香港中文大學校友會聯會陳震夏中學、香港道教聯合會純陽小學、海澄軒、錦豐苑、馬鞍山中心、馬鞍山公園、迎濤灣、馬鞍山公共圖書館、馬鞍山體育館、馬鞍山游泳池、保良局雨川小學、海濤居、雅濤居、雅典居、海典居、烏溪沙青年新村 |      |
| 出口 · A · 2 · 同层 | 馬鞍山廣場 | 馬鞍山廣場、海栢花園、頌安邨、福安花園、香港中文大學校友會聯會陳震夏中學、香港道教聯合會純陽小學、海澄軒、錦豐苑、馬鞍山中心、馬鞍山公園、迎濤灣、馬鞍山公共圖書館、馬鞍山體育館、馬鞍山游泳池、保良局雨川小學、海濤居、雅濤居、雅典居、海典居、烏溪沙青年新村 |      |
| 出口 · B · 同层     | 新港城中心 | 新港城中心、富輝花園、香港中國婦女會馮堯敬紀念中學、香港專業進修學校、香港職工會聯盟培訓中心、合一堂馬鞍山堂、錦禧苑、錦英苑、馬鞍山警署、馬鞍山健康中心、馬鞍山運動場、馬鞍山聖若瑟中學、吳氏宗親總會泰伯紀念學校、鞍祿街公園、雅景臺、保良局莊啟程小學、富寶花園、天主教聖方濟堂、新港城、薈晴、薈朗、東華三院黃鳳翎中學、仁濟醫院董之英紀念中學、曾璧山（崇蘭）中學、耀安邨 |      |
| 註： 設於同一層     |            | |      |

## 歷史

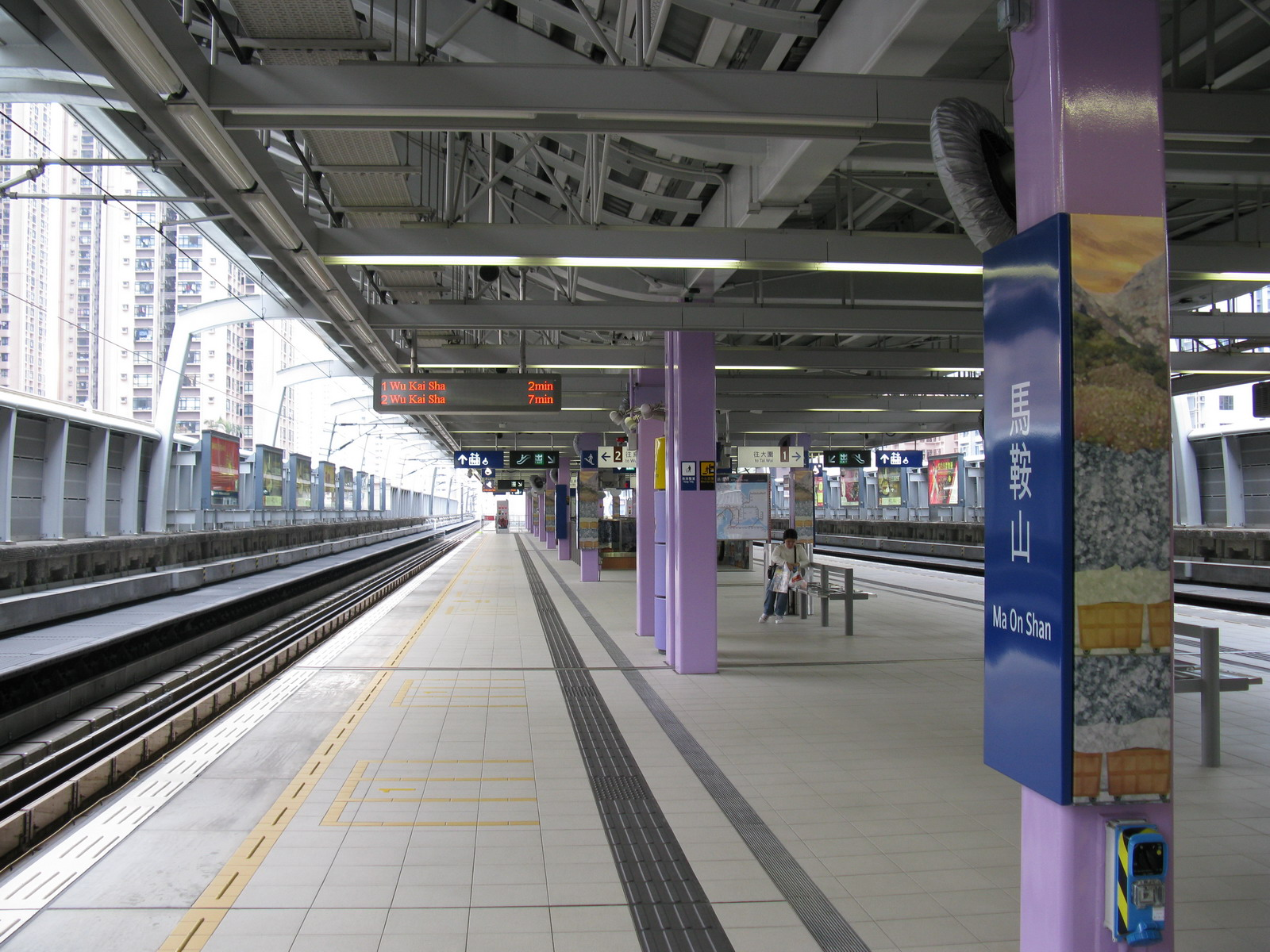
翻新前的月台（2008年1月）

馬鞍山站於2004年12月21日隨馬鞍山鐵路通車而啟用。

### 月台擴建及加設月台閘門
在車站落成初期，月台只有約4至5卡長度，其餘部分會於沙中綫興建時於預留結構上擴建，現時擴建工程已經完成；而車站月台閘門安裝工程亦於2017年完成。

### 疫苗通行證
2022年，因應香港2019冠狀病毒病的疫情升溫，故香港政府於該年2月24日至同年12月28日期間實施「疫苗通行證」，市民於進入指定場所（如商場）時須出示或持有符合特定要求的「疫苗通行證」，而馬鞍山站因所有出入口均連接商場，故有網民擔心往返車站的乘客均須持有「疫苗通行證」。但政府後來解釋前往商場若有特定目的（如取外賣而非停留或購物），或者必須取道商場通道方能上班或回家則可獲豁免，否則須持有有效的「疫苗通行證」及使用「安心出行」。

### 事件

#### 反修例期間事件
- 2019年10月8日，有示威者在馬鞍山站破壞出入閘機、客務中心玻璃以及欄杆玻璃[來源請求]。
- 2019年10月9日，因應有示威者聲緩早前阻礙警方職務的保安人員，馬鞍山站再次遭到破壞[來源請求]。
- 2019年11月11日，因應三罷示威，原於同年10月修復的設施以及兩個月台的月台閘門再度被破壞；同日也有男子因於馬鞍山站內與正破壞車站的示威者發生爭執，隨後在離開車站後則遭到示威者縱火燒傷[6][7][8]。

#### 其他事件
- 2002年9月27日，在興建中的馬鞍山站地盤發生橫樑坍塌意外，並導致兩名建築工人受輕傷[9]。

## 外部連結
- 港鐵公司－馬鞍山站街道圖 （页面存档备份，存于）
- 港鐵公司－馬鞍山站位置圖 （页面存档备份，存于）
- 港鐵公司－馬鞍山站列車服務時間 （页面存档备份，存于）
- 香港鐵路大典上的相关条目：馬鞍山站